# Seznam osebnosti iz Občine Velike Lašče
Seznam osebnosti iz Občine Velike Lašče vsebuje osebnosti, ki so se tu rodile, delovale ali umrle.

## Književnost in jezik
- Fran Levstik, pesnik, pisatelj, dramatik, kritik in jezikoslovec (1831, Dolnje Retje – 1887, Ljubljana)
- Josip Stritar, pesnik, pisatelj, dramatik, kritik in prevajalec (1836, Podsmreka pri Velikih Laščah – 1923, Rogaška Slatina)
- Janko Gruden, pesnik (1861, Podsmreka pri Velikih Laščah – 1888, Podsmreka pri Velikih Laščah)
- Fortunat Lužar, pedagoški pisec in šolnik (1870, Velike Lašče – 1939, Ljubljana)
- Štefan Podboj, jezikoslovec (1881, Adamovo – 1914, Galicija)
- Stanislav Vdovič, pisatelj (1885, Turjak – 1947, Ljubljana)
- Jože Javoršek, pisatelj, pesnik, dramatik, esejist, polemik, kritik in prevajalec (1920, Velike Lašče – 1990, Ljubljana)
- Marija Perhaj, pesnica in pisateljica (1924, Luče pri Žalni – 2014, Velike Lašče)
- Joseph Paternost, jezikoslovec (1931, Rašica – )
- Ani Bitenc (r. Hočevar), prevajalka (1933, Velike Lašče – )

## Religija
- Primož Trubar, protestantski duhovnik in prevajalec (1508, Rašica – 1586, Derendingen, Nemčija)
- Janez Brodnik (Johannes), duhovnik (1813, Ponikve, Dobrepolje – 1879, Žužemberk)
- Janez Stritar, nabožni pisec, duhovnik (1818, Podsmreka pri Velikih Laščah – 1882, Šentvid pri Stični)
- Anton Medved, pesnik, dramatik in duhovnik (1869, Kamnik – 1910, Turjak)
- Leopold Podlogar, duhovnik in zgodovinar (1878, Podlog – 1925, Gozd)
- Karel Jamnik, apostolski administrator (1891, Brankovo – 1949, Ljubljana)
- France Gačnik, duhovnik, fotograf, glasbenik, skladatelj (1927, Velike Lašče – 1988, Golnik)
- Matej Frelih, duhovnik, ljudski pisatelj, kaplan v  Velikih Laščah med 1870-1885 (1828, Lozice - 1892, Trebnje)
- Matija Hočevar, duhovnik, prevajalec, pisec (1824, Velike Lašče - 1888, Dolenjske Toplice)

## Zdravstvo
- Alojz Zalokar, zdravnik, ginekolog in porodničar (1887, Velike Lašče – 1944, Ljubljana)
- Pavla Gruden (medicinska sestra), medicinska sestra (1894, Velike Lašče – 1961, Ljubljana)

## Humanistika in znanost
- Bogumil Vdovič, publicist in prevajalec (1880, Turjak – 1933, Ljubljana)
- France Mesesnel, umetnostni zgodovinar, likovni kritik in konservator (1894, Červinjan, Italija – 1945, Turjak)
- Jože Žužek, založnik in bibliotekar (1911, Strmec – 1982, Reteče)
- Jože Koren, novinar, publicist, urednik in partizan (1921, Velike Lašče – 2003, Trst)
- Marjan Javornik, novinar, gledališki kritik in prevajalec (1924, Velike Lašče – 2008, Ljubljana)

## Politika in pravo
- Martin Hočevar, poslovnež, mecen in politik (1810, Podlog – 1886, Krško)
- Janez Hozhevar, pravnik (1829, Velike Lašče – 1889, Ljubljana)
- Stanko Tomšič, odvetnik in politik (1901, Skopo – 1945, Turjak)
- Anton Perne, pravnik in poveljnik vaške straže (1914, Povlje – 1943, Velike Lašče)
- Janez Hočevar (politik), politik in diplomat (1992, Velike Lašče – 2006, Sežana)

## Drugo
- Franc Jontez, kamnosek, podobar in poslovnež (1853, Cerovec – 1928, Velike Lašče)
- Josip Pavčič, skladatelj (1870, Velike Lašče – 1949, Ljubljana)
- Andrej Skulj, šolnik, sadjar in vrtnar (1880, Kaplanovo – 1956, Ljubljana)
- Viktor Kraševec, partizan in ostrostrelec (1904, Vrhnika pri Ložu – 1943, Turjak)
- Ivan Brumen, turistični delavec (1916, Turjak – 1985, Ljubljana)
- Alojz Usenik, igralec (1932, Krvava Peč – 2016)
- Miha Indihar, pedagog, avtor knjige Študentski dnevi, pesnik (1982), doma iz Sel pri Robu
- Tadej Malovrh, imunolog, doktor veterinarske medicine, župan (1970), doma iz Podhojnega hriba